# Halictonomia bipartita
Halictonomia bipartita är en biart som först beskrevs av Raymond Benoist 1964.  Halictonomia bipartita ingår i släktet Halictonomia och familjen vägbin. Inga underarter finns listade i Catalogue of Life.